# Unione Sportiva Massese 1996-1997
Questa voce raccoglie le informazioni riguardanti l'Unione Sportiva Massese nelle competizioni ufficiali della stagione 1996-1997.

## Rosa
| N. |                   | Ruolo | Calciatore        |
| -- | ----------------- | ----- | ----------------- |
|    | Italia (bandiera) | D     | Tiziano Aramini   |
|    | Italia (bandiera) | C     | Walter Baldini    |
|    | Italia (bandiera) | D     | Nicola Bambini    |
|    | Italia (bandiera) | D     | Rosario Biondo    |
|    | Italia (bandiera) | D     | Renzo Birarda     |
|    | Italia (bandiera) | D     | Luciano Bizzarri  |
|    | Italia (bandiera) | C     | Umbertro Bombarda |
|    | Italia (bandiera) | A     | Luca Bonfanti     |
|    | Italia (bandiera) | C     | Manuel Brollo     |
|    | Italia (bandiera) | A     | Giorgio Carbone   |
|    | Italia (bandiera) | C     | Marco Carlesi     |
|    | Italia (bandiera) | D     | Paolo Doni        |
|    | Italia (bandiera) | C     | Antonio Esposito  |
|    | Italia (bandiera) | C     | Roberto Labardi   |
|    | Italia (bandiera) | A     | Federico Lauria   |

| N. |                   | Ruolo | Calciatore           |
| -- | ----------------- | ----- | -------------------- |
|    | Italia (bandiera) | C     | Massimiliano Lazzoni |
|    | Italia (bandiera) | A     | Nicola Lenzoni       |
|    | Italia (bandiera) | A     | Daniele Mazzei (I)   |
|    | Italia (bandiera) | C     | Simone Mazzei (II)   |
|    | Italia (bandiera) | C     | Roberto Mosca        |
|    | Italia (bandiera) | P     | Giampaolo Pinna      |
|    | Italia (bandiera) | D     | Marcello Pizzimenti  |
|    | Italia (bandiera) | C     | Alessandro Porro     |
|    | Italia (bandiera) | C     | Fortunato Sanò       |
|    | Italia (bandiera) | D     | Matteo Sogliani      |
|    | Italia (bandiera) | D     | Alessio Spataro      |
|    | Italia (bandiera) | A     | Marco Spilli         |
|    | Italia (bandiera) | A     | Diego Vaccaretti     |
|    | Italia (bandiera) | D     | Adriano Verderame    |
|    | Italia (bandiera) | P     | Mirco Vignale        |